# Угловской сельсовет (Амурская область)
Угловско́й сельсове́т — сельское поселение в Мазановском районе Амурской области.
Административный центр — село Угловое.

## История
3 декабря 2004 года в соответствии с Законом Амурской области № 384-ОЗмуниципальное образование наделено статусом сельского поселения.

## Население
| 2002 | 2010 | 2011 | 2012 | 2013 | 2014 | 2015 |
| ---- | ---- | ---- | ---- | ---- | ---- | ---- |
| 794  | ↘716 | ↘712 | ↘693 | ↘679 | ↘673 | ↘658 |
| 2016 | 2017 | 2018 | 2021 |      |      |      |
| ↗660 | ↘651 | ↘650 | ↘297 |      |      |      |

## Состав сельского поселения
| № | Населённый пункт | Тип населённого пункта       | Население |
| - | ---------------- | ---------------------------- | --------- |
| 1 | Абайкан          | село                         | →4        |
| 2 | Угловое          | село, административный центр | ↗530      |
| 3 | Ульма            | село                         | ↘116      |